# 策·洛岱丹巴
策·洛岱丹巴（1917年8月20日—1970年1月11日）蒙古作家。其创作以长篇小说《在阿尔泰山》和《清澈的塔米尔河》为代表。

## 生平
策·洛岱丹巴生于戈壁阿尔泰省希尔苏木的牧民家庭。1924-1927年在甘丹寺当喇嘛。1935年中学毕业后，在乌兰乌德的蒙古语学校就读，曾前往莫斯科学习铁路专业。1939年回到蒙古参加哈勒欣河战役，后在铁路部门担任技师。1941-43年在蒙古国家广播电台工作，后赴莫斯科在苏联党校学习。回国后担任《党的生活》杂志编委。1955年获得蒙古国立大学学位后，前往莫斯科进修，1959年获得语文学副博士学位。回国后曾任蒙古文化部副部长，亚非联盟蒙古委员会主席，积极参与世界和平事业。在洛岱丹巴的故乡立有他的纪念碑，2007年在此举行了纪念他诞辰一百周年的活动。

## 创作
洛岱丹巴一生共创作中、短篇小说及戏剧20余部。其创作的长篇小说《在阿尔泰山》描述了一支地质勘察队进入阿尔泰山探寻地下资源的故事，塑造了个性鲜明的知识分子形象，被认为是蒙古现代文学史上第一部长篇小说。洛岱丹巴凭借《在阿尔泰山》和中篇小说《我们的学校》获得了1954年的蒙古国家奖。其长篇小说《清澈的塔米尔河》反映了蒙古革命前后的社会风貌，被认为是蒙古长篇小说的杰作，1972年获得蒙古国家奖，并被拍成电影和译为多种文字，其中上册有中文译本。

## 作品

### 小说
- 《戴帽子的狼》（1944）
- 《在阿尔泰山》
- 《我们的学校》（1952）
- 《清澈的塔米尔河》（1962，1967）

### 剧本
- 《值得信赖》（1961）
- 《五个手指头》（1968）